# Нідер-Візен
Нідер-Візен (нім. Nieder-Wiesen) — громада в Німеччині, розташована в землі Рейнланд-Пфальц. Входить до складу району Альцай-Вормс. Складова частина об'єднання громад Альцай-Ланд.
Площа — 4,89 км2. Населення становить 621 ос. (станом на 31 грудня 2020).

## Галерея

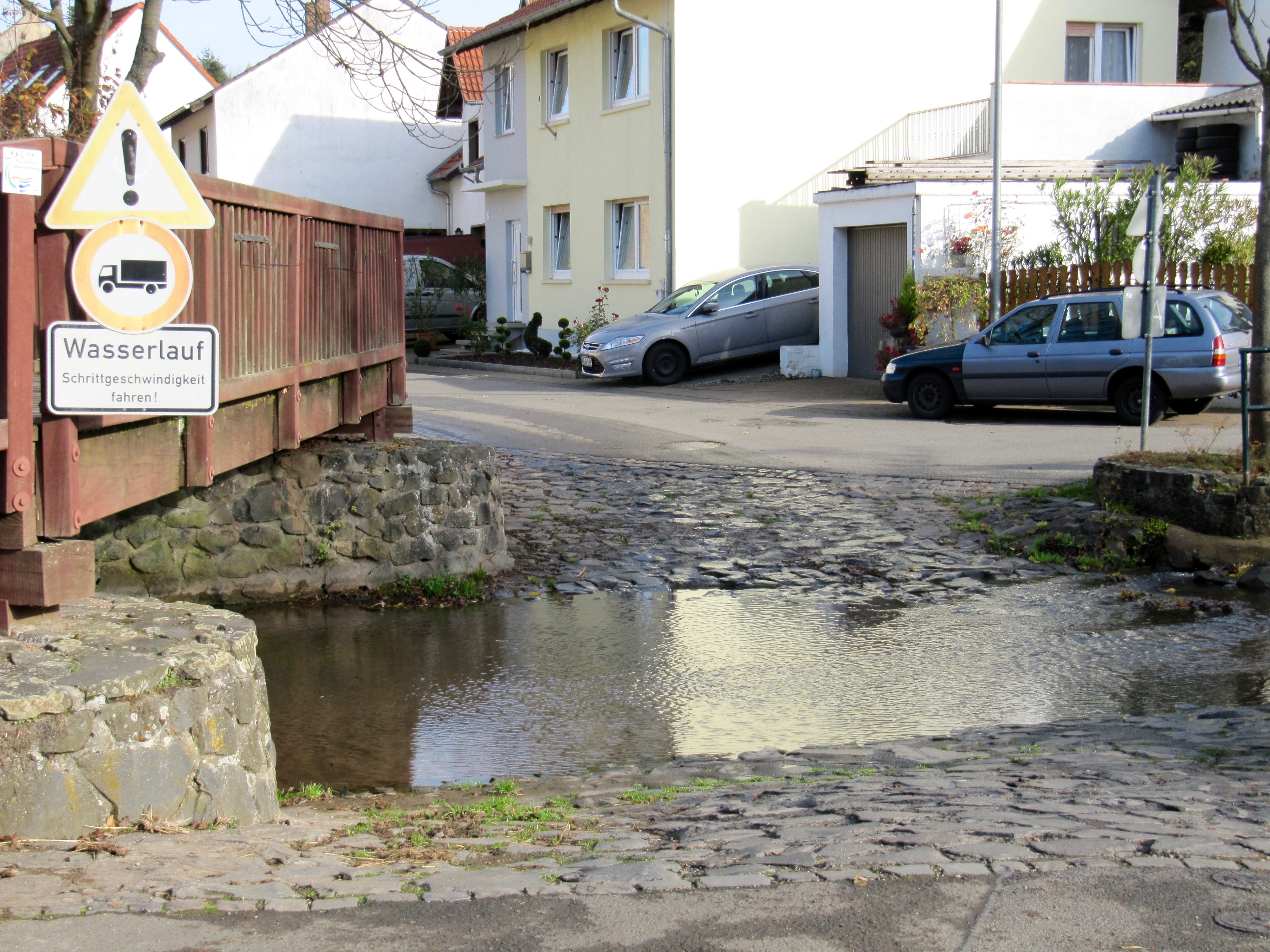